# Параллельные миры (книга)
Параллельные миры. Об устройстве мироздания, высших измерениях и будущем Космоса (англ. Parallel Worlds: A Journey Through Creation, Higher Dimensions, and the Future of the Cosmos) ― научно-популярная книга  американского физика-теоретика Митио Каку, впервые опубликованная в 2004 году.

## Содержание
Книга состоит из двенадцати глав, разделенных на три части.
Часть I (главы 1–4) посвящена Большому взрыву, раннему развитию Вселенной и тому, как эти темы связаны с Мультивселенной.
Часть II (главы 5–9) охватывает М-теорию и интерпретацию квантовой механики Эвереттом (мультивселенная уровня III). Также обсуждается, как будущие технологии позволят создавать червоточины в пространстве-времени.
В части III обсуждается «Большое замораживание» и то, как червоточина в гиперпространстве (одна в 11-мерном гиперпространстве, а не в 3-мерном нормальном пространстве) позволит нашей цивилизации и жизни переселиться в более молодую Вселенную.
В «Параллельных мирах» Каку знакомит читателей с основными теориями физики: от ньютоновской физики к теории относительности и квантовой физике в теории струн и даже в новейшей версии теории струн, называемой М-теории. Он предоставляет читателю исчерпывающее описание многих наиболее убедительных теорий в физике, включая множество интересных гипотез. Автор рассказывает о том, что физики, астрономы и космологи ищут сейчас и какие технологии они используют в своих поисках.

## Критика
Критик газеты  «The Independent» Скарлетт Томас пишет, что «абсолютно невозможно оторваться» от чтения книги «Параллельные миры». Марк Мортимер написал в журнале «Вселенная сегодня», что в книге поддерживается хороший баланс между деталями и следствием, иногда смещаясь к философской стороне вещей. Джерри Гилмор из «The Guardian», однако, высмеивает идею попытки избежать далекой тепловой смерти Вселенной. Книга стала номинантом премии Сэмюэля Джонсона в области научной литературы в Великобритании.

## Издание в России
В России книга была переведена на русский язык и опубликована в 2018 году. В 2022 году книга получила высокие оценки экспертов программы «Всенаука» и вошла в число книг, распространяемых легально и бесплатно.